# Fattore di protezione solare
Il fattore di protezione solare è un numero indicato sui cosmetici che contengono filtri solari e che definisce la capacità di difendere la pelle dall'insulto attinico, in particolare da radiazioni UVB. Questo numero è definito comunemente SPF, che corrisponde all'inglese Sun Protection Factor.
Il significato di tale numerazione è identificato come una dose di esposizione, durata x potenza radiante x area, multipla della dose che produce eritema. Un SPF 50 dovrebbe portare cioè all'eritema solare con una dose di esposizione 50 volte più alta rispetto a quella previsto in assenza di protezione. Per definizione l'SPF utilizza un marcatore biologico, l'eritema, variabile individualmente, ma funzione della irradianza ultravioletta che raggiunge effettivamente la pelle. Con buona approssimazione, nei primi minuti dopo l'applicazione, l'SPF può indicare la quantità di radiazione filtrata dal prodotto. Un SPF 50 lascerebbe passare non più di un 1/50 della radiazione solare ovvero il 2%, fermandone il 98%. Un SPF 30 lascerebbe passare non più di un 1/30 (ovvero il 3,3%), fermandone poco meno del 97%.
La misurazione della quantità di radiazione filtrata dal prodotto consente di stimare in vitro l'SPF con la tecnica di Diffrey-Robson.

## Storia
I primi studi sistematici sulla dose minima di radiazione luminosa necessaria ad indurre l'eritema, in breve MED, si devono al fisiologo tedesco Friedrich Ellinger nel 1934.
Solo nel 1956 il fisico tedesco Rudolf Schulze calcolò il rapporto tra la MED della pelle protetta e quella della pelle non protetta. Tale rapporto per molti anni fu poi chiamato in Europa "Schulze Factor".
Nel 1975 il chimico austriaco Franz Greiter propose di chiamare Sun Protection Factor lo "Schulze Factor" cercando di introdurre una standardizzazione del metodo di misura in vivo.
Nel 2006 è stato definito un accordo per un metodo di misura proposto congiuntamente da Colipa, l'associazione delle industrie cosmetiche europee, chiamata oggi Cosmetic Europe, e altri analoghi enti giapponesi e sudafricani.
Nel 2010 l'ISO, International Standard Organization, in collaborazione con Colipa ha pubblicato lo standard ISO 24444-2010, adottato in Europa, Australia, Nuova Zelanda, India, Canada, Sudafrica, Messico, Cile, Russia, Giappone, Mercosur e Asean.
Nel 2014 oltre a quello ISO 24444 era presente solo lo standard FDA – 2010.
La metodica della FDA USA differisce dalla metodica ISO-Colipa ma è stato verificato che misurazioni effettuate con le due metodiche danno risultati analoghi.

## Come indicare il fattore di protezione solare
inoltre, aumenta in maniera lineare solo per quanto riguarda le scottature, vale a dire un prodotto
con un fattore di protezione 30 protegge dalle scottature due volte di più di un prodotto con un
fattore di protezione 15. Un prodotto con un fattore di protezione 15 assorbe tuttavia il 93 % dei
raggi UVB, mentre un prodotto con un fattore di protezione 30 ne assorbe il 97%. Infine, i fattori di
protezione superiori a 50 non accrescono sostanzialmente la protezione dai raggi UV. La gamma
dei fattori di protezione solare indicati sulle etichette può quindi essere ridotta senza limitare la
possibilità del consumatore di scegliere fra protezioni diversamente efficaci.»
(Raccomandazione 22 settembre 2006, n. 2006/647/CE sull'efficacia dei prodotti per la protezione solare e sulle relative indicazioni)
La commissione europea raccomanda che: 

Non vengano indicati in etichetta SPF inferiori a 6 .

SPF la cui misura sia compresa tra 6 e 9,9 siano indicati sull'etichetta con: 6.

SPF la cui misura sia compresa tra 10 e 14,9 siano indicati sull'etichetta con: 10.

SPF la cui misura sia compresa tra 15 e 19,9 siano indicati sull'etichetta con: 15.

SPF la cui misura sia compresa tra 20 e 24,9 siano indicati sull'etichetta con: 20.

SPF la cui misura sia compresa tra 25 e 29,9 siano indicati sull'etichetta con: 25.

SPF la cui misura sia compresa tra 30 e 49,9 siano indicati sull'etichetta con: 30.

SPF la cui misura sia compresa tra 50 e 59,9 siano indicati sull'etichetta con: 50.

SPF la cui misura sia ≥ 60 siano indicati sull'etichetta con: 50+.
Non esiste la protezione totale: per legge è vietato pubblicizzare solari con slogan come "protezione totale" o "schermo totale".
La raccomandazione che non si indichino in etichetta SPF superiori a 50+ anche per prodotti di cui l'SPF misurato è anche molto superiore a 60 è stata recepita anche dalla FDA USA, e dagli enti regolatori di molti altri paesi, in quanto non ci sono dati che supportino il fatto che SPF superiori corrispondano ad una effettiva protezione superiore. La Comunità europea per evitare che il consumatore sia tratto in inganno da numeri di SPF troppo alti, chiede ai produttori di non superare il valore 50+.

## Limiti del SPF
Non esiste una definizione univoca ed un unico standard di misura dell'SPF.
L'attuale metodo di misura dell'SPF è un test in vivo che comporta procurare un insulto attinico su volontari, quindi è auspicabile che venga sostituito da test meno problematici sotto il profilo etico.
L'SPF rappresenta solo la protezione alle radiazioni UVB, quindi non rappresenta adeguatamente la protezione verso l'intero spettro della radiazione solare.
Il test viene condotto su un numero di volontari limitato, mentre la variabilità delle reazioni individuali alla radiazione solare è molto ampia.
Il ritardo nell'insorgenza dell'eritema può essere prodotto, oltre che dal filtraggio della radiazione UVB, da un eventuale effetto antinfiammatorio del prodotto.
L'SPF viene semplicisticamente interpretato come il fattore per cui può essere moltiplicato il tempo di esposizione al sole prima che possano emergere reazioni avverse o danni, ma l'SPF non fornisce alcuna indicazione sulla stabilità della protezione nel tempo.
All'interno della Unione europea le Raccomandazioni della Commissione possono non essere applicate; pertanto alcuni cosmetici, soprattutto se vantano una funzione primaria diversa dalla protezione solare, possono dichiarare in etichetta SPF superiori a 50+.